# Pervouralsk
Pervouralsk (rusky Первоура́льск) je město ve Sverdlovské oblasti v Ruské federaci. Při sčítání lidu v roce 2010 měl přibližně 125 tisíc obyvatel.

## Poloha a doprava
Pervouralsk leží na Čusovaje, přítoku Kamy v povodí Volhy, přibližně čtyřicet kilometrů západně od Jekatěrinburgu, správního střediska oblasti, od kterého je ovšem oddělen hlavním hřebenem Uralu. Ten probíhá přibližně dva kilometry východně od Pervouralsku a je zde překonáván Transsibiřskou magistrálou, na které je v Pervouralsku i v Jekatěrinburgu nádraží. Po hřebeni zároveň prochází hranice mezi Evropou a Asií a Pervouralsk tedy leží ještě v Evropě.

## Dějiny
V roce 1730 zde postavil podnikatel Vasilij Děmidov železárnu, ke které vzniklo v roce 1732 přilehlé dělnické sídlo Vasiljevsko-Šajtanskij (Васильевско-Шайтанский). To se v roce 1933 stalo městem a přitom bylo přejmenováno na Pervouralsk.

### Rodáci
- Gennadij Eduardovič Burbulis (1945–2022), politik
- Vitalij Borisovič Malkin (* 1952), podnikatel a politik
- Igor Alexejevič Malkov (* 1965), rychlobruslař
- Jurij Alexandrovič Caler (* 1973), hudebník

## Sport
V roce 1978 se ve městě v rámci Zimní spartakiády národů SSSR konal turnaj v ledním hokeji.